# Glenea corporaali
Glenea corporaali är en skalbaggsart som beskrevs av Stefan von Breuning 1958. Glenea corporaali ingår i släktet Glenea och familjen långhorningar. Inga underarter finns listade i Catalogue of Life.